# Anenii Noi járás
Anenii Noi járás (oroszul: Новоане́нский райо́н, ukránul: Аненій-Нойський район) közigazgatási egység Moldovában. Közigazgatási központja Anenii Noi város.

## Fekvése
Az ország középső részén, a Dnyeszter folyó jobb partján helyezkedik el. Északról Criuleni, nyugatról Chișinău és Ialoveni, délről Căușeni, keletről pedig a Dnyeszter Menti Köztársaság Dubăsari és Grigoriopol járásaival határos.

## Lakosság
A körzet lakossága, a 2004-es népszámlálási adatok alapján, 81 710 lakos, amiből 8358 fő városban él.
| Nemzetiségek        | 2004  | 2004   |
| ------------------- | ----- | ------ |
| Moldávok            | 68716 | 84,1%  |
| Ukránok             | 6526  | 7,88%  |
| Oroszok             | 4135  | 5,06%  |
| Románok             | 857   | 1,05%  |
| Bolgárok            | 481   | 0,59%  |
| Gagauzok            | 235   | 0,29%  |
| Romák               | 228   | 0,28%  |
| Egyéb nemzetiségűek | 487   | 0,60%  |
| Összesen            | 81710 | 100,0% |

## Közigazgatási beosztás
Anenii Noi járás 1 városból, 25 községből és 19 faluból áll.
Városok
- Anenii Noi

Községek
- Botnãrești, Bulboaca, Calfa, Chetrosu, Chirca, Ciobanovca, Cobusca Nouă, Cobusca Veche, Delacău, Floreni, Geamăna, Gura Bâcului, Hârbovăț, Maximovca, Mereni, Merenii Noi, Ochiul Roș, Puhăceni, Roșcani, Speia, Șerpeni, Telița, Țânțăreni, Varnița, Zolotievca.

Falvak
- Albinița, Beriozchi, Hârbovățul Nou, Ruseni, Socoleni, Salcia, Calfa Nouă, Todirești, Botnăreștii Noi, Balmaz, Mirnoe, Troița Nouă, Florești, Batâc, Picus, Telița Nouă, Crețoaia, Larga, Nicolaevca.